# Années 1700 av. J.-C.
Les années 1700 av. J.-C. couvrent les années de 1709 av. J.-C. à 1700 av. J.-C.

## Évènements
- 1700-1691 av. J.-C.[1] : règne de Bêlu-bâni, roi d’Assyrie[2].
- Vers 1700 av. J.-C.[1] : le chef Kassite Kashtiliash monte sur le trône du Hana, centré sur Terqa, sur les décombres du territoire de Mari[2].
- Découverte de la racine carrée de deux sur une tablette babylonienne nommée YBC 7289 (Yale Babylonnian Collection) datant environ des années 1700 av. J.-C.[3].